# Alvorada do Sul
Alvorada do Sul is een gemeente in de Braziliaanse deelstaat Paraná. De gemeente telt 9.255 inwoners (schatting 2009).